# Парфеній III Константинопольський
Парфеній III (грец. Παρθένιος Γ΄ ; помер 24 березня 1657) — Вселенський патріарх Константинополя в 1656—1657 роках. У 1657 році османський султан звинуватив його у державній зраді та повісив за те, що він відмовився зректися власної християнської віри. Тому він шанується як новомученик Парфеній III, а його свято у Східній православній церкві відзначається 24 березня.

## Життєпис
Парфеній народився на острові Лесбос, у 1639 році був обраний митрополитом Хіосу. 26 липня 1656 року він став Вселенським патріархом, змінивши на цій посаді Йоанникія II.
Парфеній, який виступав на боці росіян у боротьбі за контроль над Церквою в Україні, у 1656 році засудив сповідання віри попереднього Київського митрополита Петра Могили 1643 року, яке він вважав надто близьким до католицької доктрини. Ісповідання віри Петра Могили вже було схвалено всіма грецькомовними Патріархами в 1643 році, і воно було знову схвалено в 1662 році Патріархом Єрусалимським Нектарієм і Єрусалимським собором 1672 року. Парфеній також влаштував поховання знайдених на березі останків свого попередника Кирила Лукаріса, який був убитий у 1638 році на кораблі в Мармуровому морі, а його труп викинуто у воду.
Щоб зібрати кошти, Парфеній надіслав листи до грецького єпископа в Московському царстві, на той час політичного ворога Османської імперії. Його листування було перехоплено та передано великому візиру Мехмеду Кепрюлю, який вирішив, що Парфеній повинен постати перед судом за звинуваченням у державній зраді. Хоча звинувачення виявилися неправдивими, султан Мехмед IV наказав його повісити, щоб «подати приклад для тих, хто може спробувати це в майбутньому». Єдиним варіантом, який йому надали для звільнення, було прийняття ісламу, але Парфеній відмовився. 
Таким чином, 24 березня 1657 року довга процесія йшла з Партенієм від його в'язниці до місця в Стамбулі під назвою «Ворота Гака» (Parmak Kapi), де його було повішено. Він провисів три дні, а потім був кинутий у море. Його тіло було знайдено християнами і поховано в монастирі Камаріотісса на острові Халки.